# Муньйомер-дель-Пеко
Муньйомер-дель-Пеко (ісп. Muñomer del Peco) — муніципалітет в Іспанії, у складі автономної спільноти Кастилія-і-Леон, у провінції Авіла. Населення — 147 осіб (2010).
Муніципалітет розташований на відстані близько 110 км на північний захід від Мадрида, 27 км на північний захід від Авіли.

## Демографія
Динаміка населення (INE ):